# Ursula Wolf

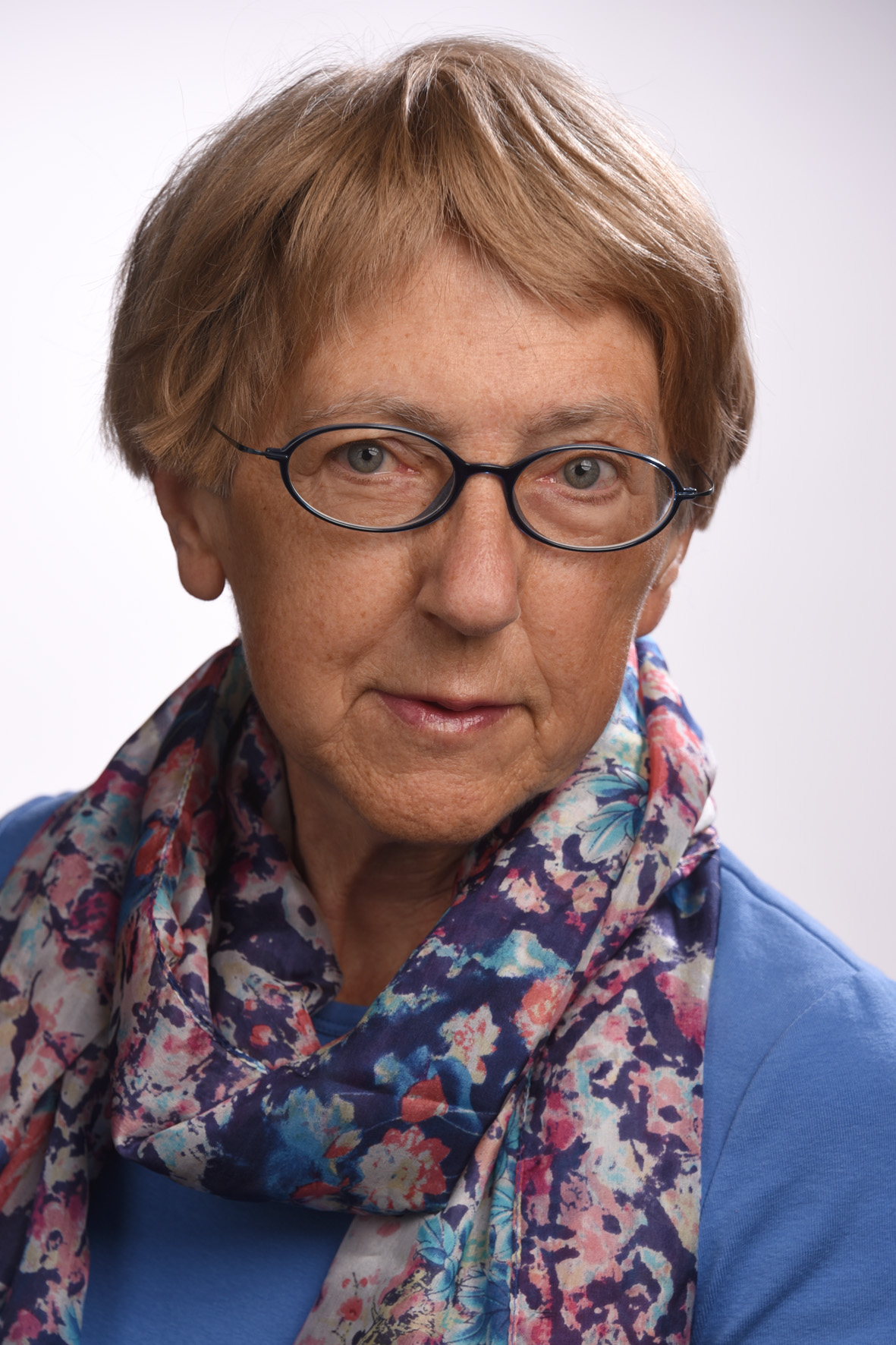
Ursula Wolf.

Ursula Wolf (Karlsruhe, 1951) es una profesora de filosofía y escritora alemana.
Ha sido profesora de filosofía en la Universidad Libre de Berlín, en la Universidad de Frankfurt y, actualmente, en la Universidad de Mannheim, donde es catedrática de esta especialidad.
Algunos de sus libros son:
- Das Tier in der Moral. Vittorio Klosterman, 1990
- Platons Frühdialoge. Rowohlt, 1996
- Die Philosophie und die Frage nach dem guten Leben. Rowohlt, Reinbek bei Hamburgo 1999, ISBN 3-499-55572-7. Edición española        publicada como: La filosofía y la cuestión de la vida buena (Madrid, Síntesis, 2002)
- Das Problem des moralischen Sollens, Berlín (De Gruyter, 1984);
- Aristoteles Nikomachische Ethik. Werkinterpretation (Darmstadt, Wissenschaftl, Buchgesellschaft, 2002).
- Ética de la relación entre humanos y animales. Plaza y Valdés, Madrid, 2014. ISBN 978-84-16032-28-0

## Derechos de los animales
En parte de su obra, Ursula Wolf posiciona con respecto a los derechos de los animales. Refiriéndose a la experimentación con animales, argumenta que el hecho de que alguna cosa pueda ser útil al ser humano o que sea legal, no lo hace correcto éticamente. También critica que la Ley de Protección de los Animales alemana, según ella tiene una doble moral, ya que por un lado afirma que las personas tienen obligaciones morales con respecto a los animales no humanos y por otro éstas desaparecen cuánto se trata de investigar con ellos.